# Biologie chimică
Biologia chimică este o știință care leagă cunoștințele de chimie și de biologie. Aceasta cuprinde aplicațiile tehnicilor chimice, analizei și sintezei chimice în studiul sistemelor biologice. Spre deosebire de biochimie, biologia chimică are în vedere chimia aplicată în biologie, precum: sinteza biomoleculelor, simularea sistemelor biologice, etc.